# Rabenstein
Rabenstein es un municipio situado en el distrito de Potsdam-Mittelmark, en el estado federado de Brandeburgo (Alemania), a una altitud de 100 metros. 

## Demografía
Su población a finales de 2016 era de unos 800 habs. y su densidad poblacional, 10 hab/km². Para el año 2024 ascendió a 864 habitantes.